# In This Skin (Jessica Simpson)
För albumet In This Skin med MaryJet, se In This Skin (MaryJet album).

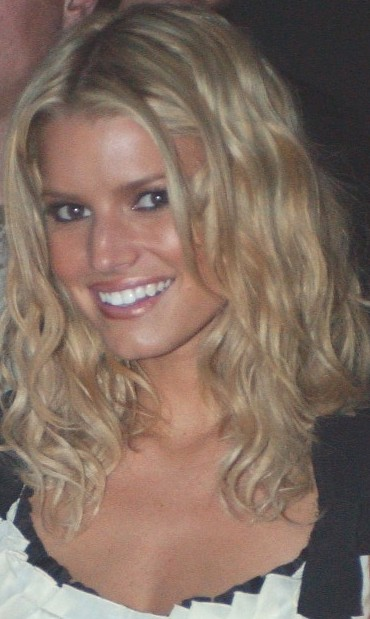
Jessica Simpson

In This Skin är den amerikanska sångerskan Jessica Simpsons tredje studioalbum, utgivet den 19 augusti 2003. En specialutgåva med bonuslåtar och DVD-material släpptes den 2 juni 2004.

## Albumet
Albumet blev en enorm hit i USA, det sålde 4 x platina. Skivan hamnade på andra plats på Billboardlistan i USA. Den toppade också försäljningslistan i Australien och Kanada. Albumet har sålt 8 miljoner exemplar världen över.
Den första singeln från albumet, "Sweetest Sin", hamnade endast på Top 40 i USA, men de övriga singlarna "With You", "Take My Breath Away" (Berlin-cover) och "Angels" (Robbie Williams-cover) blev otroligt framgångsrika i både USA, Kanada, Australien och Europa. Simpson har del i flera av sångerna på In This Skin: "Jag ville ha kontroll över arbetet, eftersom jag inte hade det innan. Att vara med om att skapa musiken är en underbar process, särskilt för mig som vill sjunga om positiva saker och inspirera andra genom min musik".

## Låtförteckning

### Standardutgåva
1. "Sweetest Sin" (Diane Warren) – 3:14
2. "With You" (Billymann, Andy Marvel, Jessica Simpson) – 3:12
3. "My Way Home" (Romeo Antonio, Damon Elliott, Simpson) – 3:13
4. "I Have Loved You" (Greg Barnhill, Holly Lamar, Denise Rich) – 4:45
5. "Forbidden Fruit" (Fitzgerald, Nichols, Simpson) – 3:30
6. "Everyday See You" (Franne Golde, Kasia Livingston, Simpson, Andrew Williams) – 4:18
7. "Underneath" (Matthew Gerrard, Trina Harmon, Simpson) – 4:02
8. "You Don't Have to Let Go" (Jason Deere, Harmon, Simpson) – 3:43
9. "Loving You" (Elliott, Simpson, Craig Young) – 3:31
10. "In This Skin" (Rob Fusari, Harmon, Simpson) – 4:18
11. "Be" (Golde, Livingston, Simpson, A. Williams) – 4:11

### Specialutgåva
1. "Angels" (Guy Chambers, Robbie Williams) – 4:05
2. "With You" (Billymann, Marvel, Simpson) – 3:12
3. "Take My Breath Away" (Giorgio Moroder, Tom Whitlock) – 3:15
4. "My Way Home" (Antonio, Elliott, Simpson) – 3:15
5. "Sweetest Sin" (Warren) – 3:12
6. "I Have Loved You" (Barnhill, Lamar, Rich) – 4:45
7. "Forbidden Fruit" (Fitzgerald, Nichols, Simpson) – 3:30
8. "Everyday See You" (Golde, Livingston, Simpson, A. Williams) – 4:17
9. "Underneath" (Gerrard, Harmon, Simpson) – 4:02
10. "You Don't Have to Let Go" (Deere, Harmon, Simpson) – 3:43
11. "Loving You" (Elliott, Simpson, Young) – 3:30
12. "In This Skin" (Fusari, Harmon, Simpson) – 4:18
13. "Be" (Golde, Livingston, Simpson, A. Williams) – 4:10
14. "With You" [acoustic version] (Mann, Andy Marvel, Simpson) – 3:15

Specialutgåvan innehåller även en DVD med bildmaterial från Jessica Simpsons och Nick Lacheys bröllop.

## Singlar
- "Sweetest Sin" - 22 juli 2003
- "With You" - 16 december 2003
- "Take My Breath Away" - 25 maj 2004
- "Angels" - 7 december 2004

## Musiker
- Jessica Simpson - sång
- Romeo Antonio - gitarr
- Charlie Bisharat - violin
- Pat Buchanan - elgitarr
- Juilan Bunetta - stråkinstrument
- John Catchings - cello
- J.T. Corenflos - elgitarr
- Chad Cromwell - trummor
- Kara DioGuardi - bakgrundssång
- Damon Elliott - percussion, keyboard
- Franne Golde - piano, sång
- Tommy Harden - trummor
- Carlos Henderson - elbas
- Jennifer Karr - bakgrundssång
- Eric Kupper - gitarr, keyboard
- Victor Lawrence - cello
- Billy Mann - gitarr
- Christopher Rojas - gitarr, keyboard, stråkinstrument
- Andy Marvel - gitarr
- Nick Moroch - gitarr
- Alison Prestwood - elbas
- Michael Spriggs - akustisk gitarr
- Keith Thomas - elbas, keyboard
- Jonathan Yudkin - stråkinstrument

### Fotnoter
1. ↑  Sweetkisses.net Arkiverad 7 september 2008 hämtat från the Wayback Machine.. (Webbåtkomst 2008-06-27.)